# F-Zero
F-Zero (яп. エフゼロ Эфу дзэро) — автосимулятор, разработанный и изданный Nintendo для игровой приставки SNES, в Японии игра вышла в 1990 году и годом позже — в США. Наряду с Super Mario World входила в стартовый набор игр, поставлявшихся вместе с этой приставкой. Спустя время игра была переиздана в конце 2006 года на Wii, в начале 2013 года — на Wii U, в начале 2016 года — на Wii U. Nintendo повторно выпустила F-Zero в США на Super NES Classic Edition.
В игре присутствует возможность сохранения своих достижений. Записывается время, трасса, автомобиль, сложность. Все они сохраняются на картридж вместе с игрой. Эта технология применялась и в дальнейшем во многих других играх, таких как Donkey Kong Country, вышедший на закате платформы.
Впоследствии игры серии F-Zero выпускались и для прочих платформ Nintendo, — например, для Nintendo 64 и GameBoy Advance.

## Игровой процесс
F-Zero — компьютерная игра в жанре гоночного симулятора, действие которой разворачивается в футуристическом сеттинге. В распоряжении игрока находятся четыре персонажа, каждый из которых управляет собственным антигравитационным болидом с уникальными техническими характеристиками. Цель игры заключается в победе в гонках турнира «F-Zero». На трассах присутствуют различные препятствия, включая скользкие участки и магнитные поля, способные вытолкнуть болид за пределы трассы. Состояние машины отображается индикатором прочности, который уменьшается при столкновениях с минами, бортами трассы или другими участниками заезда. Для восстановления энергии предусмотрены специальные зоны, размещённые на финишной прямой и некоторых других участках трассы.
Заезд в F-Zero проводится на пять кругов, причём для избежания дисквалификации игрок обязан улучшать свою позицию на каждом последующем круге. Завершение круга вознаграждается очками, количество которых зависит от занятой позиции, и четырёхсекундным ускорением «Super Jet». Возможность использования ускорения обозначается зелёным индикатором, при этом одновременно можно хранить не более трёх ускорений. Накопление определённого количества очков позволяет получить «запасную машину» для повторного прохождения трассы. Для временного увеличения скорости на трассах предусмотрены два типа специальных зон: трамплины, придающие дополнительное ускорение при запуске машины в воздух, и зоны ускорения, существенно повышающие скорость. Игра содержит два режима: Гран-при с соревнованием против других участников на всех трассах выбранной лиги и тренировочный режим с доступом к семи трассам из Гран-при. Присутствует пятнадцать трасс, распределённых по трём лигам возрастающей сложности: Knight (Рыцарь), Queen (Королева) и King (Король). Каждая лига также имеет четыре отдельных уровня сложности: beginner (начальный), standard (стандартный), expert (экспертный) и master (мастер).

## Сеттинг
Действие F-Zero разворачивается в 2560 году, когда после множественных контактов человечества с инопланетными цивилизациями произошло расширение социальной структуры Земли. Это привело к развитию коммерческого, технологического и культурного обмена между планетами. Мультимиллиардеры, сколотившие состояния на межгалактической торговле, искали новые формы развлечений. В результате был создан новый вид соревнований, основанный на гонках Формулы-1, где использовались транспортные средства, способные левитировать над трассой на небольшой высоте. После роста популярности эти соревнования получили название «F-Zero». В игре представлены четыре гонщика: Капитан Фалькон, Доктор Стюарт, Пико и Самурай Горо. По мнению IGN, Капитан Фалькон является центральным персонажем игры. В руководство пользователя был включён восьмистраничный комикс, описывающий одну из миссий Капитана Фалькона по поимке преступников.

## Разработка и выпуск
F-Zero вышла одновременно с запуском Super Nintendo Entertainment System в Японии 21 ноября 1990 года, в Северной Америке в августе 1991 года и в Европе в 1992 году. На японском рынке игра стала одной из двух стартовых игр системы наряду со Super Mario World. В Северной Америке Super Mario World поставлялась в комплекте со системой, а стартовая линейка включала F-Zero, Pilotwings, SimCity и Gradius III. Продюсером игры выступил Сигэру Миямото, а режиссёром и художником — Кадзунобу Симидзу. Такая Имамура, один из художников проекта, отмечал, что для своей первой игры получил неожиданную творческую свободу в разработке персонажей и трасс. Главным программистом проекта был Ясунари Нисида. Над игрой работала внутренняя команда из девяти человек, включая трёх программистов. Совмещение нескольких ролей было распространённой практикой при разработке игр для SNES.
Mode 7 представляет собой технологию наложения текстур, реализованную в Super Nintendo, которая позволяет свободно масштабировать и вращать растровую графическую плоскость, создавая иллюзию трёхмерного пространства без обработки полигонов. В F-Zero реализация Mode 7 использует единственный слой, который масштабируется и вращается вокруг транспортного средства. Игра была специально разработана для демонстрации этих псевдотрёхмерных возможностей игровой системы. По мнению Джереми Пэриша из 1UP.com, F-Zero и Pilotwings «существовали практически исключительно для демонстрации [псевдотрёхмерных возможностей системы]», превосходя конкурентов в этом аспекте.
В Японии игра распространялась через периферийное устройство Nintendo Power. В 1991 году демоверсия F-Zero была выпущена для Nintendo Super System. 25 марта 1992 года компания Tokuma Japan Communications выпустила в Японии джазовый альбом по мотивам F-Zero. Альбом содержит двенадцать композиций из игры, написанных Юмико Канки и Наото Исидой и аранжированных Робертом и Митико Хилл. В записи принимали участие саксофонист группы Yellowjackets Марк Руссо и гитарист Роббен Форд. Впоследствии игра была переиздана в сервисе Virtual Console для Wii в конце 2006 года, для Wii U в феврале 2013 года и для New Nintendo 3DS в марте 2016 года. В сентябре 2017 года F-Zero вошла в состав сборника Super NES Classic Edition.

## Отзывы
| Сводный рейтинг       | Сводный рейтинг            |
| Агрегатор             | Оценка                     |
| --------------------- | -------------------------- |
| GameRankings          | 83% (SNES & Wii)           |
| Иноязычные издания    |                            |
| Издание               | Оценка                     |
| ACE                   | 840/1000 (SNES)            |
| CVG                   | 90% (SNES)                 |
| Famitsu               | 37/40 (SNES) 36/40 (SNES)  |
| GameSpot              | 8/10 (Wii)                 |
| GameZone              | (SNES)                     |
| IGN                   | 7.5/10 (SNES) 7.5/10 (Wii) |
| Nintendo Power        | 16.9/20 (SNES)             |
| Total!                | 91% (SNES)                 |
| Entertainment Weekly  | A− (SNES)                  |
| Play Time             | 55% (SNES)                 |
| The Virginian-Pilot   | A (SNES)                   |
| Русскоязычные издания |                            |
| Издание               | Оценка                     |
| «Магазин игрушек»     | 60 % (SNES)                |

Игровые критики высоко оценили графический реализм F-Zero, назвав её самой быстрой и плавной псевдотрёхмерной гоночной игрой своего времени среди проектов для домашних систем. Основную заслугу в этом приписывают широкому использованию командой разработчиков технологии Mode 7. По словам Тома Брамвелла из Eurogamer, «столь масштабное применение Mode 7 было беспрецедентным» для SNES. Этот метод отрисовки графики стал технологическим прорывом, позволившим повысить реалистичность гоночных игр, и F-Zero стала первой игрой, использовавшей данную технологию. Джереми Пэриш из Electronic Gaming Monthly отметил, что применение Mode 7 создало «самые убедительные гоночные трассы в истории домашних приставок» на тот момент, предоставив «консольным игрокам более насыщенные впечатления, чем аркадные автоматы». Редактор 1UP.com Рави Хирананд поддержал эту оценку, подчеркнув превосходство F-Zero над предыдущими приставочными играми в сочетании скоростных гонок и свободы движения. Пир Шнайдер из IGN назвал F-Zero одной из немногих игр 16-битной эпохи, которой удалось «идеально совместить презентацию и функциональность для создания принципиально новых игровых ощущений».
В 2005 году игра попала на 97-ю позицию списка ста лучших игр всех времён по версии сайта IGN.